# Eisenhüttenstadt

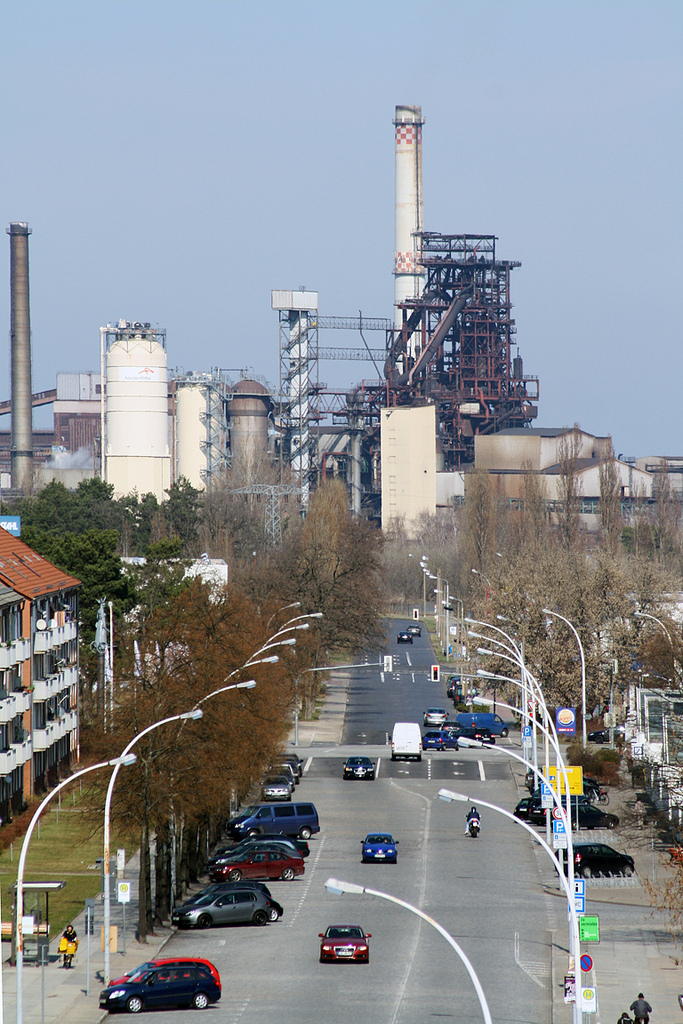
Gezicht op de hoogoven van ArcelorMittal

Eisenhüttenstadt is een gemeente in de Duitse deelstaat Brandenburg, gelegen in de Landkreis Oder-Spree. Binnen de Landkreis heeft het de status van Große kreisangehörige Stadt. De stad telt 23.373 inwoners.
De plaats is planmatig gebouwd na de Tweede Wereldoorlog voor grootschalige ijzer- en staalproductie die de DDR dacht nodig te hebben. Aanvankelijk kreeg de nederzetting de naam Stalinstadt. In 1961 werd die naam gewijzigd in Eisenhüttenstadt.

## Geografie
Eisenhüttenstadt heeft een oppervlakte van 63,3 km² en ligt in het oosten van Duitsland. In de gemeente mondt het Oder-Spreekanaal uit in de Oder.

### Buurgemeenten
De stad ligt ongeveer 25 km zuidelijk van Frankfurt (Oder), 25 km noordelijk van Guben en op bijna 110 km afstand van Berlijn.

## Indeling gemeente
De volgende Ortsteile maken deel uit van de gemeente:
- Diehlo
- Fürstenberg (Oder)
- Schönfließ

### Fusie
Op 13 november 1961 werden de steden Fürstenberg a.d. Oder, met het stadsdeel Schönfließ, en Stalinstadt gefuseerd tot de nieuwe gemeente Eisenhüttenstadt. Hiermee werd de naam Stalinstadt in het kader van destalinisatie niet meer gebruikt. Hiertoe werd de gemeente Fürstenberg uit het district Fürstenberg losgeweekt en toegevoegd aan het stadsdistrict Stalinstadt. Tegelijkertijd werd de naam gewijzigd in Eisenhüttenstadt. Eisenhüttenstadt was tot de oprichting van het district Oder-Spree zowel een stadsdistrict als de hoofdstad van het district Eisenhüttenstadt.

### Annexaties
De gemeente Diehlo werd op 6 december 1993 onderdeel van de gemeente Eisenhüttenstadt.

## Bevolking
Eisenhüttenstadt telt 23.373 inwoners.

### Bevolkingsontwikkeling
In 1950 werd gestart met de bouw van de eerste hoogovens. Parallel werd ook het realiseren van huisvesting voor de arbeiders ter hand genomen, waarna de stad een snelle groei doormaakte. In 1988, aan het eind van de DDR-tijd bereikte de stad een inwonertal van ruim 53.000. Na de Duitse hereniging viel een groot deel van de werkgelegenheid in de verouderde industrie weg en zette een scherpe daling in van het inwonertal. Sindsdien is de bevolking bijna gehalveerd. De bevolking van Eisenhüttenstadt is sterk vergrijsd en zal naar verwachting verder afnemen.
| Jaar | Inwoners |
| ---- | -------- |
| 1953 | 2.400    |
| 1955 | 15.157   |
| 1958 | 19.629   |
| 1960 | 24.372   |
| 1961 | 32.970   |
| 1965 | 38.138   |
| 1970 | 45.410   |
| 1975 | 47.414   |
| 1980 | 48.253   |

| Jaar | Inwoners |
| ---- | -------- |
| 1985 | 48.810   |
| 1988 | 53.048   |
| 1990 | 50.216   |
| 1995 | 47.376   |
| 2000 | 41.493   |
| 2005 | 34.818   |
| 2007 | 33.091   |
| 2008 | 32.214   |
| 2009 | 31.689   |

| Jaar | Inwoners |
| ---- | -------- |
| 2010 | 31.132   |
| 2011 | 27.795   |
| 2012 | 27.410   |
| 2013 | 28.753   |
| 2014 | 27.444   |
| 2018 | 24.633   |
| 2020 | 23.373   |

## Politiek

### Gemeenteraad
De gemeenteraad van Eisenhüttenstadt bestaat uit 32 zetels. Met de laatste verkiezingen zijn deze als volgt verdeeld:
| Partij             | Zetels |
| ------------------ | ------ |
| Die Linke          | 6      |
| CDU                | 3      |
| SPD                | 8      |
| Lokale partij BVFO | 4      |
| AfD                | 8      |
| B90/Grüne          | 2      |
| Piraten            | 1      |

### Jumelages
De gemeente Eisenhüttenstadt kent vier jumelages met andere Europese gemeenten:
- Dimitrovgrad in Bulgarije
- Drancy in Frankrijk
- Głogów in Polen
- Saarlouis in de deelstaat Saarland.

De jumelage tussen Eisenhüttenstadt en Saarlouis werd opgestart in 1986 en was de eerste Duits-Duitse jumelage.

## Geboren
- Udo Beyer (24 september 1956), kogelstoter
- Hendrik Reiher (1962), stuurman bij roeien
- Torsten Gutsche (1968), kanovaarder
- Kathrin Boron (1969), roeister
- Sören Lausberg (1969), baanwielrenner
- Paul van Dyk (26 december 1971), Producer en DJ
- Roger Kluge (5 februari 1986), wielrenner
- Paul Jaeckel (1998), voetballer